# 根本奈美
根本 奈美（ねもと なみ、1975年3月24日 - ）は、北海道上士幌町出身の元スピードスケート選手である。

## 来歴
白樺学園高等学校-富士急行-チームディスポルテ。
中学校3年時全国中学校スケート大会500mで優勝。
1992年の世界ジュニアスピードスケート選手権大会（ポーランド・ワルシャワ）では500m、1500m、1000m、3000mすべての種目で1位のタイムを出す「完全優勝」を成し遂げた。同年のインターハイも3000mで優勝した。高校卒業後は名門富士急行へ入社。
1995年 11月26日、遠征先のベルリンでロードワーク中に肩を刺されるという事件に巻き込まれた。
1998年長野オリンピック代表に選出され女子5000m15位となった。
2002年ソルトレイクシティオリンピック代表に選ばれ、女子3000m18位となった。同5000mでは途中棄権した。このシーズン後富士急を退社、チームディスポルテ所属となった。
2006年トリノオリンピック代表に選ばれ、女子1500m29位となった。このシーズン限りで現役を引退。

## 自己記録
| 種目  | 記録      |
| ----- | --------- |
| 500m  | 40秒66    |
| 1000m | 1分20秒14 |
| 1500m | 1分57秒97 |
| 3000m | 4分04秒91 |
| 5000m | 7分08秒60 |